# Australische Badmintonmeisterschaft 1952
Die Australische Badmintonmeisterschaft 1952 fand in Melbourne statt. Es war die elfte Austragung der Badmintontitelkämpfe von Australien.

## Titelträger
| Disziplin    | Sieger                    |
| ------------ | ------------------------- |
| Herreneinzel | Allan McCabe              |
| Dameneinzel  | Ethel Peacock             |
| Herrendoppel | Lim Ah Soo Tan Jin Kiat   |
| Damendoppel  | Thelma Richman Eva Robert |
| Mixed        | Cliff Cutt Eva Robert     |